# Centrale thermique d'Ekibastouz 2
La centrale thermique d'Ekibastouz est une centrale thermique de l'oblys de Pavlodar au Kazakhstan. La centrale possède la plus haute cheminée au monde jamais construite, sa hauteur est de 419,7 mètres.

## Unités individuelles
La capacité prévue (4000 MWe) doit être fournie par huit unités égales, de 500 MWe chacune.
- Unité 1 a été mise en service en décembre 1990.
- Unité 2 a été mise en service en décembre 1993.
- La construction de Unité 3 a débuté en 1990 mais a par la suite été arrêtée.